# Kościół św. Marcina w Poznaniu

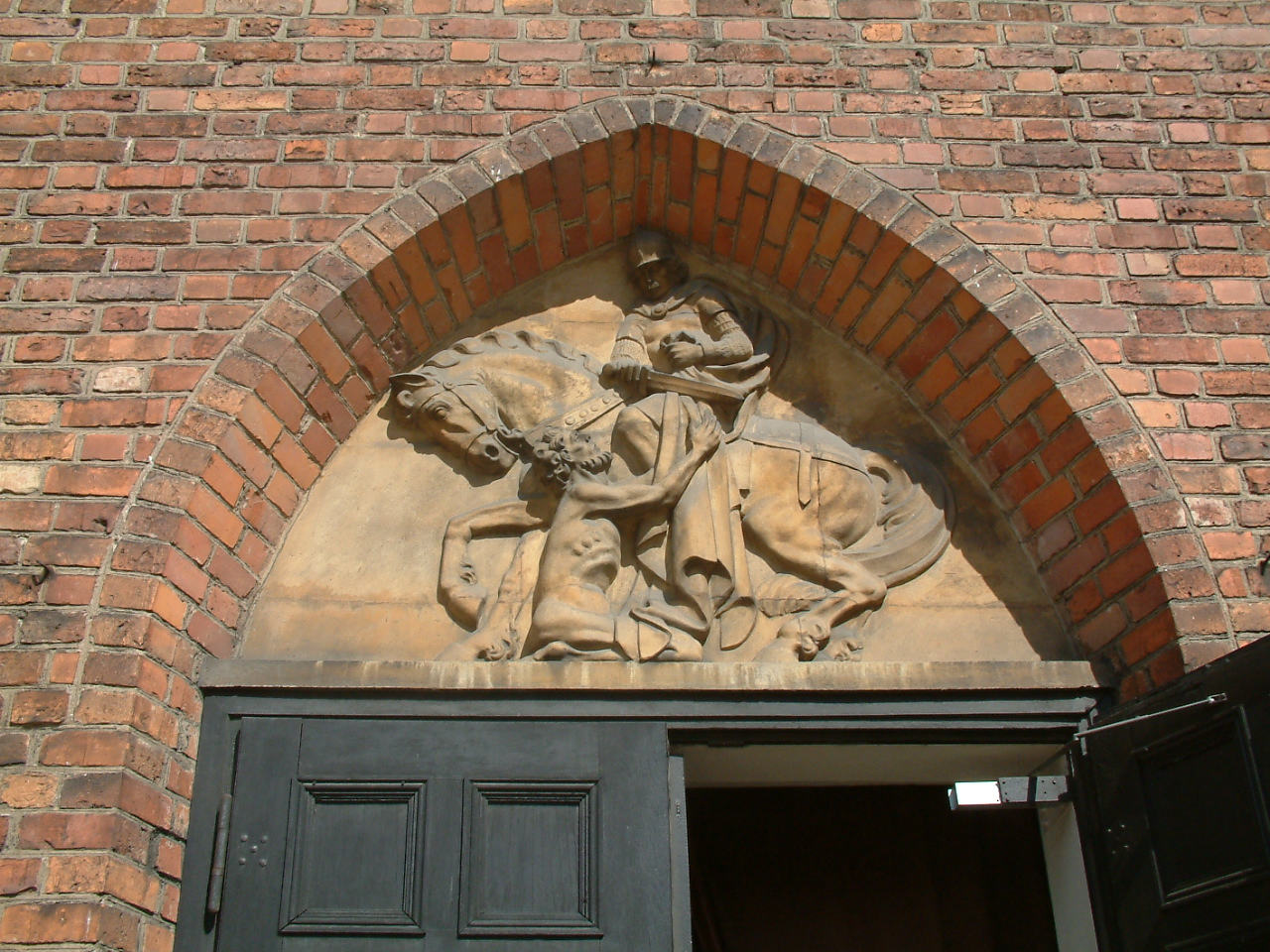
Tympanon w kościele św. Marcina w Poznaniu

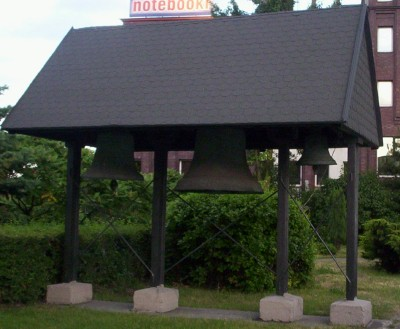
Dzwony kościoła św. Marcina

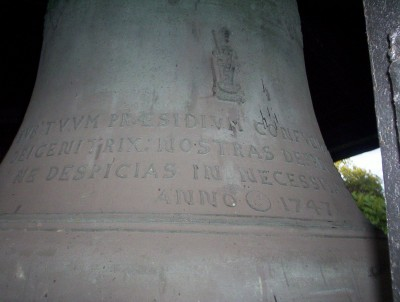
Dzwon kościoła św. Marcina poświęcony Matce Bożej

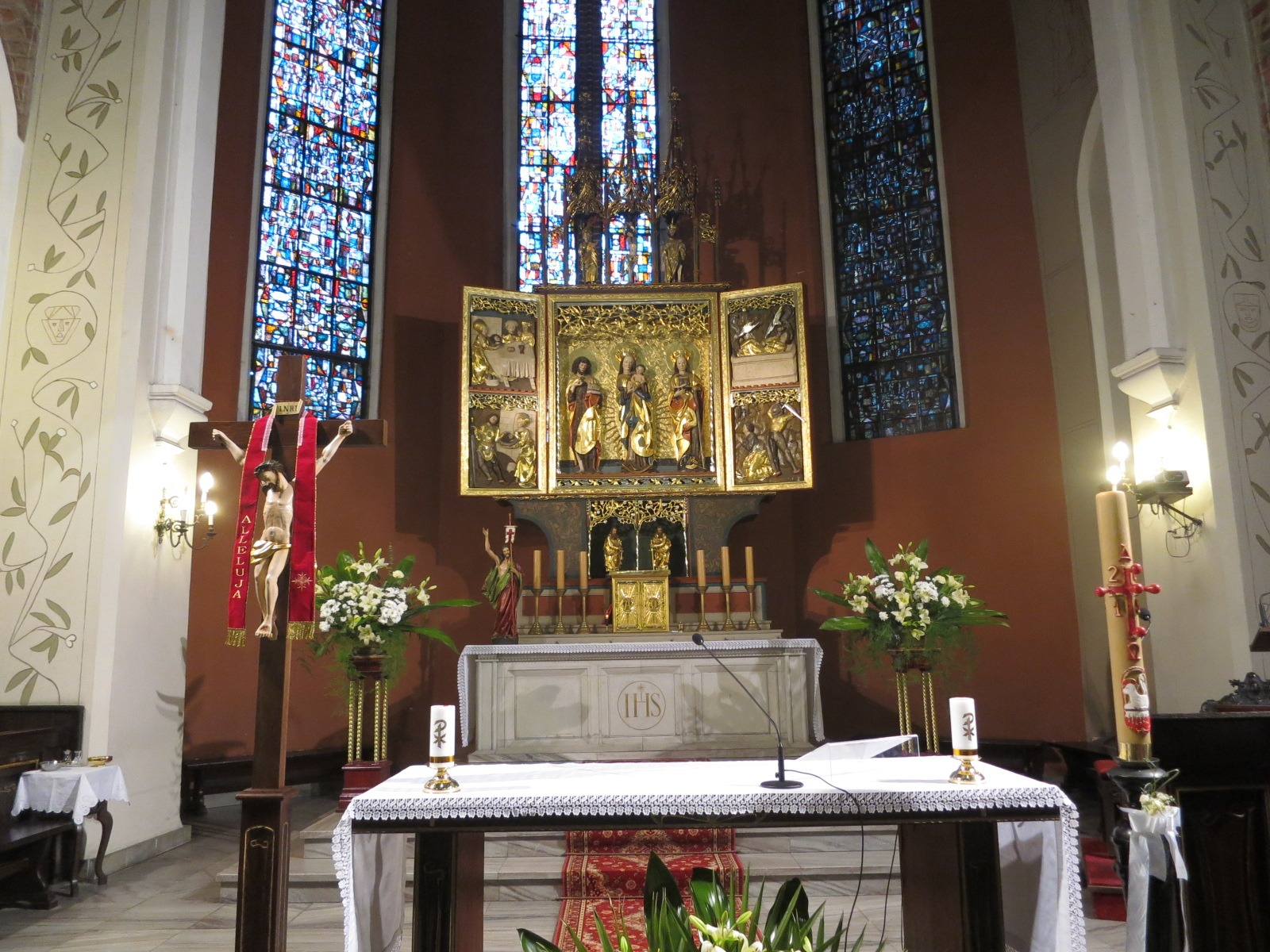
Wnętrze kościoła Św. Marcina w Poznaniu

Kościół pw. św. Marcina w Poznaniu – rzymskokatolicki zabytkowy kościół znajdujący się na skrzyżowaniu ul. Święty Marcin i Al. Marcinkowskiego w centrum miasta. Od 2017 r. wielkopostny kościół stacyjny.

## Historia
Niewielką świątynię wzniósł prawdopodobnie książę Przemysł I w 1240, choć powstanie samej parafii tonie w mrokach historii pomiędzy XI a XIII wiekiem. Obejmowała na początku cały dzisiejszy lewobrzeżny Poznań aż po Junikowo, Ławicę i Skórzewo. Wkrótce rozwinęła się wokół niej osada o nazwie Święty Marcin, która została włączona do Poznania w końcu XVIII wieku (pozostałością po niej jest nazwa ul. Święty Marcin – nie ul. Świętego Marcina). Przy parafii istniała szkoła parafialna (wzmiankowana już w 1438).
Pierwotny kształt świątyni nie jest znany, lecz zapewne była murowana. O średniowiecznym wyposażeniu wiadomo więcej. Obok ołtarza głównego (poświęconego św. Marcinowi) istniało ministerium dla wikariuszy (erygowane w 1486), ołtarz św. Stanisława (cechowy, cechu czapników) i ołtarz Świętego Krzyża (bractwa ubogich). Swój dzisiejszy kształt świątynia zyskała dzięki przebudowie w początkach XVI wieku.
Od 1486 w księgach miejskich widnieją zapisy pieniędzy na budowę nowego kościoła. Prawdopodobnie prace rozpoczęto w 1516 (pleban Grzegorz z Szamotuł), kontynuowano za Marcina Święcickiego i ukończono w 1517. Nawa główna była kryta stropem, nawy boczne miały sklepienia gwiaździste, pod kościołem znajdowały się cztery krypty. Wieży nie wybudowano. Do potopu szwedzkiego trwał rozwój wyposażenia i infrastruktury kościelnej, spowolniony jednak zasadami ogłoszonymi w 1520 przez Marcina Lutra, np. do 1570 r. nie fundowano nowych ołtarzy. Kościół odnowiono w końcu XVI wieku (pleban Maciej z Pońca) W 1657 świątynia została spalona podczas najazdu brandenburskiego. Odbudowana w ciągu następnych lat przez plebanów Andrzeja Wilkiewicza (1670-1686; odbudowa murów cmentarza, powstała dzwonnica) i Andrzeja Chrościńskiego (1686-1721; powstała wieża, malowidła wewnątrz kościoła i nowe organy) w stylu barokowym. Wieżę rozebrano z powodu groźby zawalenia w roku 1745, naprawione były też zniszczenia z okupacji rosyjskiej miasta (1771) związanej z konfederacją barską. Gruntowny remont z drobnymi zmianami kościół przeszedł w latach 1834–1840. W 1885 przy prawej nawie bocznej zbudowano kaplicę św. Józefa. 1859 w ogrodzie przy kościele stanął pierwszy na ziemiach polskich pomnik A. Mickiewicza, wykonany przez Władysława Oleszczyńskiego. 1890 u stóp cokołu umieszczono postacie przedstawiające Wisłę, Wartę i Niemen autorstwa Władysława Marcinkowskiego, a w 1904 kamienny monument zastąpiono kopią z brązu aut. Marcinkowskiego. Pomnik zniszczony podczas okupacji hitlerowskiej.
W 1925 przystąpiono do przebudowy, mającej na celu rozszerzenie i remont starej świątyni. Cofnięto główny ołtarz, przedłużono kaplicę św. Józefa, po stronie południowej zbudowano nową zakrystię. Pochodzący z XVII wieku ołtarz główny św. Marcina przesunięto bliżej ściany i zmniejszono. Świątynia otrzymała nową polichromię, witraże i ambonę, usunięto łuk triumfalny, przebudowano chór i ustawiono nowy ołtarz św. Antoniego. W 1929 od strony ul. Święty Marcin przy bocznym wejściu do świątyni stanęła 45-metrowa (o podstawie 6 na 6 metrów) wieża, projektu Stefana Cybichowskiego. Na wys. 25 metrów umieszczono zegar, a nad nim dzwonnicę przykrytą wspartą na kolumnach barokową kopułą. Na wieży umieszczono cztery trzymetrowej wysokości postacie św. Wojciecha, św. Stanisława biskupa oraz apostołów św. Piotra i św. Pawła wykonane przez Marcina Rożka. Na froncie wieży na osi Alei Marcinkowskiego umieszczono płaskorzeźbę autorstwa Marcina Rożka, przedstawiającą postać św. Marcina na koniu oddającego połowę płaszcza żebrakowi.
Z racji położenia w centrum miasta, zamieszkanego przez najzamożniejszych obywateli, była to najbogatsza parafia w Poznaniu. W 1930, podczas urzędowania proboszcza ks. prałata prof. dra Teodora Taczaka, kościół otrzymał nowe konfesjonały i stalle przy głównym ołtarzu, a także organy, na których często grywał Feliks Nowowiejski. Na zewnątrz wmurowano brązową tablicę ku czci ks. Piotra Wawrzyniaka autorstwa Władysława Marcinkowskiego. W 1932 przebudowano kaplicę Matki Boskiej z Lourdes, obok której ustawiono Golgotę – krzyż i trzy figury. W 1939 kościół został zamieniony na magazyn zrabowanych dzieł sztuki sakralnej. W 1945 spłonął wraz z zawartością.
Podczas odbudowy w latach 1950–1954 kościołowi przywrócono kształt gotycki. Wewnątrz najciekawszym zabytkiem jest ołtarz w formie tryptyku obrazujący życie św. Katarzyny, pochodzący z 1498 z kościółka cmentarnego w Świerzawie na Dolnym Śląsku oraz znajdująca się w nawie południowej drewniana polichromowana rzeźba Madonny z Dzieciątkiem z około 1510 ze szkoły wielkopolskiej, a także wisząca nad wejściem do zakrystii figura Boga Ojca. Polichromia kościoła według projektu W. Taranczewskiego pochodzi z 1957. Witraże w prezbiterium są autorstwa J. Piaseckiego z 1960, za organami W. Taranczewskiego 1970, w nawach wykonane przez poznańską firmę witrażową Marii Powalisz-Bardońskiej (po 1970, częściowo z wykorzystaniem projektów W. Truszczyńskiego). Rzeźba św. Marcina w tympanonie nad głównym wejściem dłuta Edwarda Haupta pochodzi z 1957. W 2025 pod podłogą budowli odnaleziono grobowiec proboszcza Maksymiliana Kamieńskiego z płytą i rzadko spotykaną, szklaną trumną z 1870, z cynowym dnem.

## Grota Matki Bożej z Lourdes
Na południe od kościoła znajduje się pochodząca z 1911 roku grota Matki Bożej z Lourdes
Obiekt wybudował ksiądz Tadeusz Wierbiński jako wotum za cudowne uzdrowienie. W 1932 dobudowano doń wolnostojącą kaplicę przykrytą kopułą, w której odprawiano msze w niedziele i święta o godzinie 12:30. 14 stycznia 1941 nieznani sprawcy uszkodzili figurę Matki Boskiej, w związku z czym odprawiono nabożeństwo przebłagalne i ustawiono nową figurę w ołtarzu Świętej Rodziny. Figura ostatecznie została zniszczona w 1945. Nową figurę dłuta Kazimierza Bieńkowskiego postawiono w grocie w 1946. W nocy z 1 na 2 stycznia 1953 nieznani sprawcy ponownie rozbili figurę, co spowodowało kilkudniowe modlitwy przebłagalne. Figurę odnowił Edward Haupt. Do kolejnej dewastacji doszło w 1955 i ponownie wywołało to modlitwy i protesty społeczne. Rzeźbę naprawił Kazimierz Bieńkowski. W 1989 grota przeszła gruntowną renowację.
Na ścianie groty wmurowana jest tablica pamiątkowa w 15. rocznicę oswobodzenia Ziem Zachodnich z pod jarzma pruskiego, upamiętniająca też poległych powstańców wielkopolskich. Ufundowana została przez Towarzystwo Uczestników Powstania Wielkopolskiego 15 października 1933.

## Organy
W kościele św. Marcina było kilka instrumentów. W 1922 roku zostały zbudowane nowe organy przez firmę Wacława Biernackiego z Wilna. Wykorzystano tam części z poprzednich organów, których budowniczy nie jest znany. Organy Biernackiego zostały zniszczone podczas działań wojennych.
Obecny instrument został zbudowany w roku 1965 przez firmę Włodzimierza Truszczyńskiego z Warszawy. Miechy napędzane są przez dmuchawę elektryczna firmy Cepka, umieszczoną na chórze muzycznym z boku instrumentu.
Dyspozycja instrumentu:
| Manuał I           | Manuał II                  | Manuał III          | Pedał               |
| ------------------ | -------------------------- | ------------------- | ------------------- |
| 1. Pryncypał 8'    | 1. Flet kryty 8'           | 1. Flet szeroki 8'  | 1. Pryncypałbas 16' |
| 2. Koncert flet 8' | 2. Kwintadena 8'           | 2. Salicet 8'       | 2. Subbas 16'       |
| 3. Oktawa 4'       | 3. Blok flet 4'            | 3. Pryncypał 4'     | 3. Oktawbas 8'      |
| 4. Rurflet 4'      | 4. Pryncypał 2'            | 4. Bachflet 4'      | 4. Fletbas 8'       |
| 5. Kwinta 2 2/3'   | 5. Kwinta 1 1/3'           | 5. Róg nocny 2'     | 5. Chorałbas 4'     |
| 6. Flet leśny 2'   | 6. Oktawina 1'             | 6. Picolo 1'        | 6. Flet polny 2'    |
| 7. Mixtura 4-5 ch. | 7. Sesqialtera [sic!] 2ch. | 7. Tercja mała 4/5' | 7. Mixturbas 3ch.   |
| 8. Trompet 8'      | 8. Mixtura 4ch.            | 8. Acuta 3ch.       | 8. Puzon 16'        |
|                    | 9. Krummhorn 8'            | 9. Obój 8'          |                     |

## Dzwony
W 1779 istniała nowa dzwonnica (drewniana, z czterema dzwonami). Obecnie przy kościele znajdują się trzy zabytkowe dzwony, powieszone na dzwonnicy z dwuspadowym daszkiem. Całość otoczona jest metalowym płotkiem. Wysoką wartość zabytkową docenili nawet Niemcy podczas I wojny światowej, uznając je za zabytki pierwszej klasy.
|              | Imię        | Waga (kg) | Ton | Rok odlania | Odlewnia                         |
| ------------ | ----------- | --------- | --- | ----------- | -------------------------------- |
| Mały dzwon   | św. Andrzej | ~250 kg   | d"  | 1718        | Odlewnia Hammera, Poznań         |
| Średni dzwon | św. Marcin  | ~800 kg   | a'  | 1560        | brak danych*                     |
| Duży dzwon   | Matka Boska | ~1800 kg  | d'  | 1747        | Christian Heinrich Witte, Poznań |

## Dzień św. Marcina w Poznaniu
11 listopada, w dniu św. Marcina, po sumie odpustowej, rusza spod kościoła pochód pod przewodnictwem świętego, który kieruje się do Zamku Cesarskiego, gdzie św. Marcin przejmuje na jeden dzień klucze i władzę nad miastem od Prezydenta Poznania. W tym dniu poznaniacy wspomagają biednych i samotnych oraz zajadają się rogalami świętomarcińskimi.

## Literatura
- Jacek Wiesiołowski, Kościół i osada Święty Marcin w średniowieczu i okresie staropolskim; fragment Kroniki Miasta Poznania (KMP) 2006/1, Wydawnictwo Miejskie, ISSN 0137-3552.
- Waldemar Karolczak, Ulice i zaułki dawnego Poznania. Ulica Święty Marcin, Muzeum Narodowe w Poznaniu 2005
- Iwona Błaszczyk, Wacław Taranczewski i jego wizja wnętrza kościoła św. Marcina, KMP 2006/1, Wydawnictwo Miejskie, ISSN 0137-3552, s. 60. i nast.